# Limnigraf

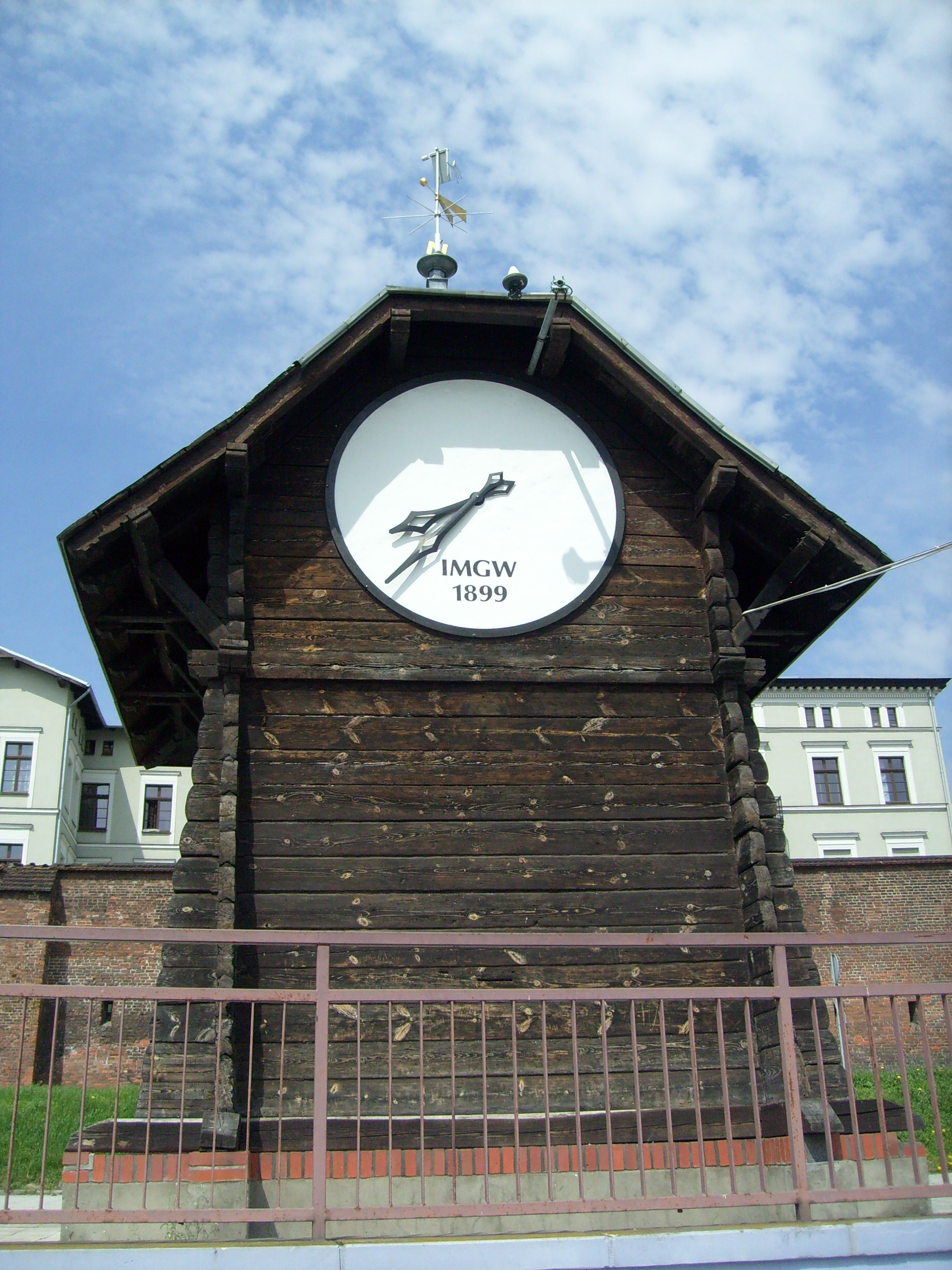
Zabytkowy limnigraf nad Wisłą w Toruniu.

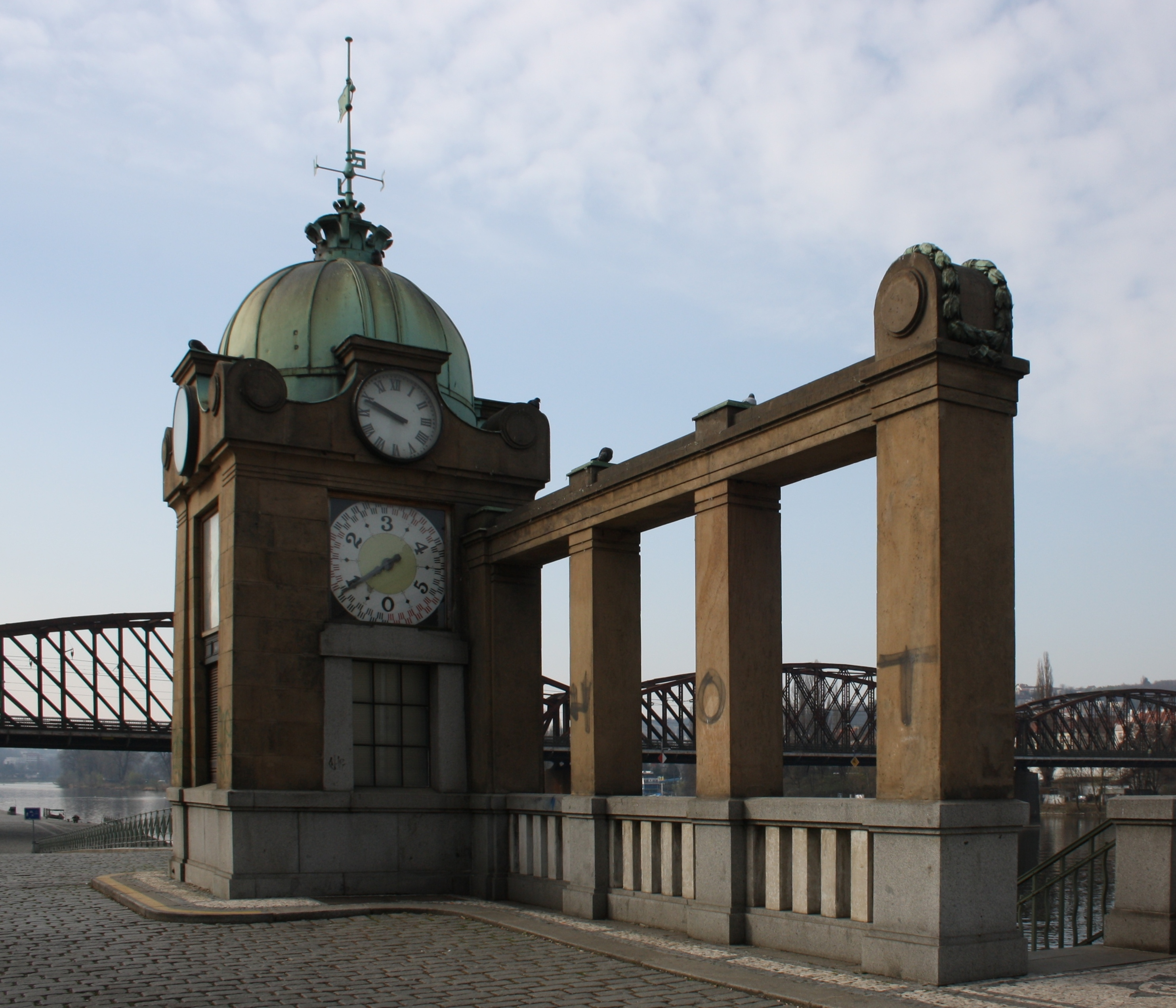
Limnigraf nad Wełtawą w Pradze

Limnigraf – urządzenie rejestrujące zmiany poziomu wód stojących lub płynących poprzez zapis liniowy (tzw. limnigram) kreślony automatycznie na specjalnie wyskalowanym pasku papieru.